# 迪奧納 (伊利諾伊州)
迪奧納（英語：Diona）是位於美國伊利諾伊州科爾斯縣的一個非建制地區。該地的面積和人口皆未知。

## 地理
迪奧納的座標為39°22′36″N 88°08′21″W / 39.37667°N 88.13917°W，而該地的平均海拔高度為188米（即617英尺）。